# 三带笋螺
三带笋螺（学名：Terebra tricincta），是新腹足目笋螺科笋螺属的一种。主要分布于台湾，常栖息在浅海砂底。